# ニコラエ・カンブレア
ニコラエ・カンブレア（Nicolae Cambrea, 1899年4月5日 - 1976年2月5日）は、ルーマニアの軍人である。最終階級は上級大将（General-colonel）。「赤色将軍」の異名を持つ。

## 生涯
カンブレアは1899年4月5日、ルーマニアのゴルジュ県トゥルグ・ジウで、同市の警察署長の息子として生まれた。第一次世界大戦中の1916年、ドイツ軍によるトゥルグ・ジウ占領時に父親が死去すると、ルーマニア陸軍に志願入隊した。戦後も軍に留まり、士官として昇進を重ねた。士官学校卒業後、ルーマニア王立陸軍に勤務し、その後、軍事大学校を卒業して参謀本部に勤務した。

### 第二次世界大戦
1942年11月1日から同年11月22日まで第5歩兵師団参謀長を務めた。1942年11月22日、スターリングラード攻防戦の一環であるドン湾曲部での戦闘中、セラフィモヴィチ近郊でソ連軍の捕虜となった。彼はソ連の捕虜収容所であるスーズダリに収容された。
捕虜収容所においてソ連側への協力を同意し、1943年11月15日に釈放された。彼はルーマニア軍将校から「裏切り者」と見なされることとなった。1943年10月15日、労農赤軍は「トゥドル・ウラジミレスク名称第1義勇師団」の編成を発表し、カンブレアはその師団長に任命された。同師団はソ連軍内のルーマニア人志願兵部隊として組織された。1944年3月30日までに、3個歩兵連隊、砲兵連隊、対戦車大隊から成り、約9,600人の兵力を持つ師団として編成が完結した。将校895人のうち382人は元ルーマニア軍将校であり、158人のソ連の軍事教官が配属されていた。
カンブレア率いるトゥドル・ウラジミレスク師団は、1944年8月29日にブカレストに入城した後、ルーマニアが枢軸国を離脱し、ドイツ軍と戦うことになった際に、トランシルヴァニア、ハンガリー、チェコスロバキアでの戦闘に参加した。1944年10月のソ連のデブレツェン作戦では重要な役割を果たした。

### 戦後のキャリアと栄誉
第二次世界大戦後、カンブレアはルーマニア軍に復帰し、重要な役職を歴任した。1945年12月1日から1947年12月27日までルーマニア軍参謀次長を務めた。1946年のルーマニア総選挙では、共産党によって不正操作された選挙において軍選挙管理委員会を率いた。1947年12月27日から1948年2月20日まで第2軍管区副司令官、1948年2月20日から1949年4月6日まで軍事教育センター長を務めた。1949年4月6日には第3軍管区司令官に任命された。1950年1月15日に軍を退役した。
1969年8月、1944年8月23日のクーデター25周年記念に際し、予備役中将であったカンブレアは上級大将（General-colonel）に昇進した。彼はルーマニア共産党の幹部アナ・パウケルと親しい関係にあったとされる。
彼はその軍歴において数々の勲章を受章している。
- ミハイ勇敢公勲章第3級（剣付き）（1946年）
- ルーマニアの星勲章騎士級（1940年）
- 8月23日勲章第2級（1959年）、第1級（1964年）
- 労働メダル第3級（1957年）
- 社会主義労働英雄および「鎌と槌」金メダル（1971年）

ニコラエ・カンブレアは1976年2月5日にブカレストで死去し、火葬された。